# روبرت فيرث
روبرت إدوين فيرث (Robert Edwin Firth) (مواليد 20 فبراير 1887 - غير معروف موعد موته) كان لاعب كرة قدم إنجليزي، لعب لأندية بيرمنجهام وويلينجتون تاون ونوتينجهام فورست
و بورت فايل وساوثند يونايتد. سجل 22 هدفاً في 242 مباراة في دوري الدرجة الأولى الإنجليزي. درب لاحقاً فريقي الدوري الإسباني راسينج سانتاندر وريال مدريد، قائداً سانتاندر لمركز الوصيف في الدوري الإسباني 1930-31 وريال للفوز ببطولة المركز الإقليمي وبطلاً للدوري الإسباني موسم 1932-33 ووصيفاً في موسم 1933-34.

## مسيرته الكروية
لعب فيرث لنقابة بيرمنجهام للنقل و جولدرز جرين قبل الانضمام لبيرمنجهام. هو لعب تسع مباريات في الدرجة الثانية وكأس الاتحاد الإنجليزي موسم 1909-10. سجل هدفه الأول في دوري الدرجة الأولى في 10 ديسمبر 1910 ضد لينكولن سيتي على ملعب سيلسيل بانك في مباراة انتهت 1-0 لصالح لبيرمنجهام, استطاع بعدها تسجيل هدفين آخرين في 18 مباراة موسم 1910-11.
بعد تركه لسانت أندروز لعب لويلينجتون تاون ونوتينجهام فورست, قبل الانضمام لبورت فايل في يونيو من العام 1921. سجل معهم هدفه الأول في 29 من أغسطس من نفس العام، في مباراة انتهت 3-0 لصالح بورت فايل ضد نادي لايتون أورينت على ملعب اولد ريكريشن جراوند. ليسجل بعدها 5 أهداف في 39 مباراة في الدرجة الثانية موسم 1921-22, وأيضاً فاز بكأس مستشفى نورث ستافوردشاير بالمشاركة عام 1922. لكنه ترك النادي بعد نهاية الموسم وانتقل إلى ساوثند يونايتد.

## مسيرته التدريبية
هو درب نادي راسينج سانتاندر من عام 1930 إلى 1932. وقاد سانتاندر لوصافة الدوري الإسباني موسم 1930-31, خلف الأبطال أتلتيك بيلباو بفارق الأهداف. واكملوا لينهوا موسم 1931-32 في المركز الرابع. ليترك بعدها ملعب الساردينيرو لصالح ريال مدريد. وقضى موسمين مسؤولاً في التشامارتن, وقاد الريال للفوز ببطولة الدوري في موسم 1932-33, قبل ترك النادي بعد إنهاء موسم 1933-34 وصيفاً للدوري. وهو أبضاً قاد النادي للفوز ببطولتي المركز الإقليمي.

## إنجازاته
مع بورت فايل
- الفائز بكأس مستشفى نورث ستافوردشاير: عام 1922 (بالمشاركة)

مع راسينج سانتاندر
- وصيف الدوري الإسباني: 1930-31

مع ريال مدريد
- بطل الدوري الإسباني: 1932-33
- وصيف الدوري الإسباني: 1933-34
- بطل المركز الإقليمي: 1933, 1934

## روابط خارجية
- روبرت فيرث على موقع قاعدة بيانات كرة القدم.إي يو (الإنجليزية)
- روبرت فيرث على موقع عالم كرة القدم.نت (الإنجليزية)